# Алимпие Марянович
Алимпие Марянович, наричан Овчеполски (на сръбски: Алимпије Марјановић - Овчепољски), е сръбски офицер и революционер, деец на сръбската въоръжена пропаганда, действала в Северна Македония.

## Биография
Алимпие Марянович е роден на 24 декември 1874 година в Доня Шаторня, Сърбия. Учи във военно училище и академия в Белград, след което и във Франция. Постъпва в армията като капитан от пехотата. В началото на 1908 година е назначен за шеф на генералния щаб за Източно Повардарие на сръбския комитет в Македония. Под името Лазар Младенович, професор, пристига в Скопие и се запознава с тогавашния ръководител Богдан Раденкович и със състоянието на сръбската организация. Изработва Устав за дейността ѝ. След това се връща във Враня, организира чета и на 21 февруари минава границата при манастира „Свети Пантелеймон“ при Лепчинце. Ръководи сръбските чети в Прешевско, Кумановско, Кривопаланечко, Кратовско с войводи Спас Гарда, Живко Гвоздич, Дитко Алексов, Воислав Танкосич, Никола Лукич - Скадарац и Денко Чума. Наредено му е да реорганизира сръбските чети на двата бряга на река Вардар, като си спечелва прякора Овчеполски. Младотурската революция от юли 1908 година го заварва в Македония.
Марянович участва в Балканската война от 1912 година като командир на партизанските отряди, прикрепени към генералния щаб на сръбската армия, както и на партизанския отряд в Лисица. През Междусъюзническата война е командир на бригада. Участва и в Първата световна война. Прекарва 23 години в армията, като заема общо 27 длъжности, а в пенсия излиза с чин полковник. Умира на 15 март 1940 година в Белград. За храброст и умение е награден с три ордена Караджорджева звезда, два четвърта степен и един трета, Орден на белия орел – четвърта степен, два златни медала за храброст, Медал за войнишки добродетели и мемориални медали на Крал Петър от Сръбско-турската война 1912 година, от Сръбско-българската война 1913 година, от Първата световна война 1914-1918 година и от Албания 1917 година.